# Ernst Bernheim

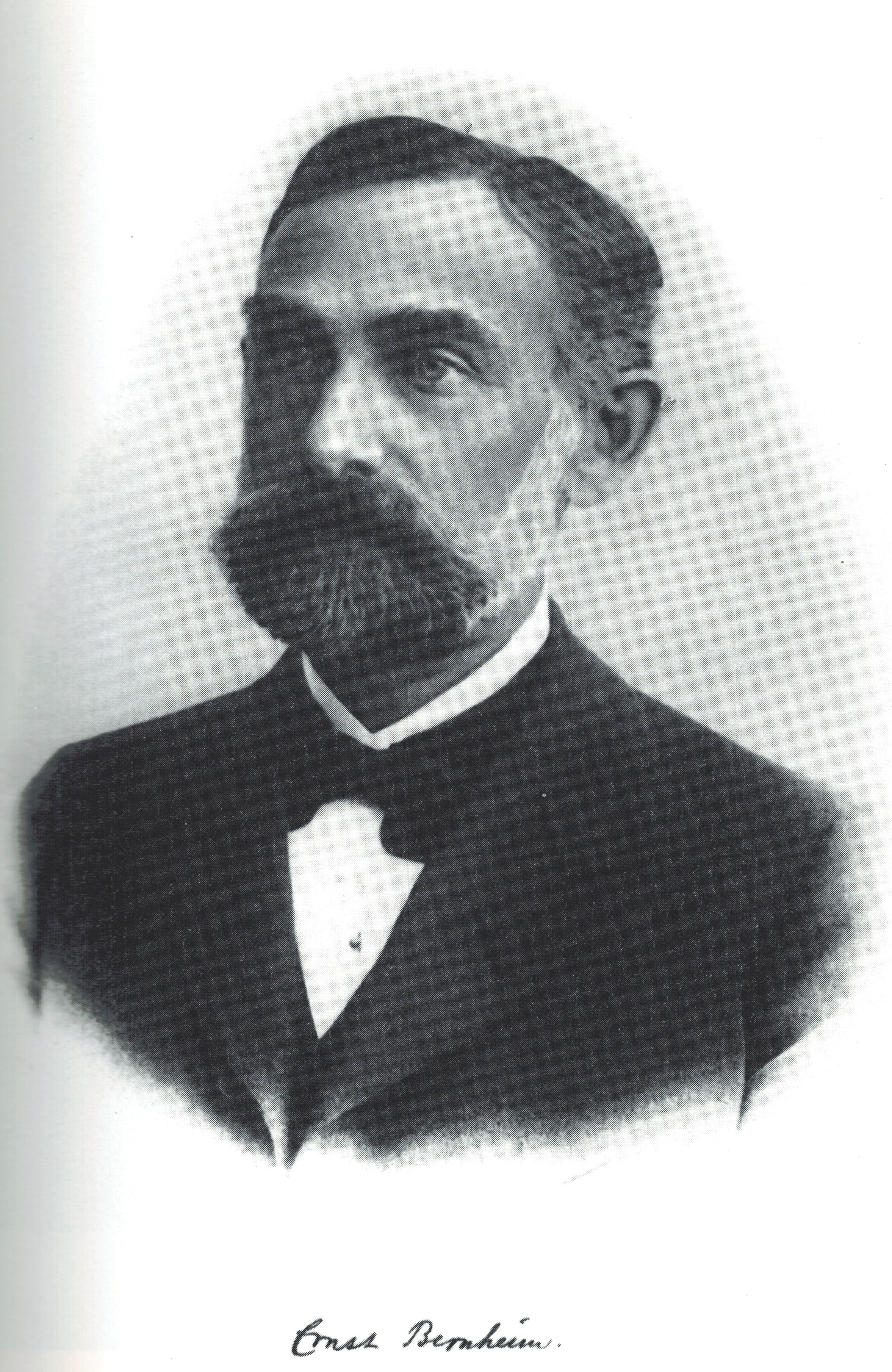
Ernst Bernheim omstreeks 1920

Ernst Bernheim (Hamburg, 19 februari 1850 - Greifswald, 3 maart 1942) was een Duits mediëvist.
Nadat hij school had gelopen in Hamburg, studeerde Bernheim in Berlijn en Heidelberg. In 1873 promoveerde in Straatsburg bij Julius Weizsäcker en doceerde in 1875 bij Georg Waitz in Göttingen. In 1883 werd hij tot professor voor middeleeuwse geschiedenis en historische hulpwetenschappen aan de Universiteit van Greifswald benoemd, waar hij tot zijn emeritaat in 1921 zou blijven doceren en waarvan hij in 1899 rector was. Zijn studies zouden zich naast de historische methodologie richten op de investituurstrijd en het concordaat van Worms.
In 1886 bekeerde Bernheim zich van jodendom naar protestantisme.
Hij werd beroemd door zijn Lehrbuch der historischen Methode und der Geschichtsphilosophie, dat voor het eerst verscheen in 1889 en waarin hij zich boog over de verschillende methoden van de geschiedeniswetenschap. Hij gebruikte voor het eerst de termen traditie (Tradition) en overblijfselen (Überrest) om een onderscheid te maken van historische verslagen of andere getuigenissen, die voor de overlevering van historische gebeurtenissen werden verstrekt, tegenover andere bronnen zoals oorkonden, archeologische vondsten of wetsteksten, die niet in se de overlevering van historische gebeurtenissen tot doel hadden.

Geschichtswissenschaft ist die Wissenschaft, welche die zeitlich und räumlich bestimmten Tatsachen der Entwicklung des Menschen in ihren (singulären, wie typischen und kollektiven) Betätigungen als sozialen Wesen im Zusammenhange psycho-physischer Kausalität erforscht und darstellt.
Geschiedeniswetenschap is de wetenschap, die de in tijd en ruimte beperkte feiten van de ontwikkeling van de mensen in hun (unieke, evenals typische en collectieve) werkzaamheden als sociale wezens in samenhang met de psycho-fysische causaliteit navorst en beschrijft.
— E. Bernheim, Lehrbuch der historischen Methode und der Geschichtsphilosophie, Leipzig, 19086, p. 9.

Hij schreef ook een pamflet (Der Universitätsunterricht und die Erfordernisse der Gegenwart, Berlijn, 1898.) waarin hij pleitte om het onderwijs aan te passen aan de veranderende maatschappij.